# La Classe volante
Pour le film de 1954, voir La Classe volante (film).
La Classe volante (titre original : Das fliegende Klassenzimmer) est un roman allemand pour la jeunesse d'Erich Kästner (1899-1974) publié en 1933. Il a été plusieurs fois adapté au cinéma.
En France, le livre est paru pour la première fois en 1952 aux éditions Magnard. 

## Résumé
Dans un internat pour garçons de la petite ville de Kirchberg, les petits incidents vécus par des lycéens à l'approche de la période de Noël. Parmi les élèves, il y a notamment : Matyáš, fort et vorace ; le petit et faible Uli, et Martin, le premier de la classe un peu solitaire.

## Commentaire
Avec chaleur et affection, l'auteur dépeint la vie dans un internat pour garçons quelques jours avant Noël : les relations entre amis, élèves et professeurs ; les moments difficiles et les événements heureux ; la rivalité avec une autre école. 
À tonalité biographique, le roman est une évocation de l'enfance d'Erich Kästner. Les bandes d'enfants, thème fréquent dans la littérature jeunesse au début du XXe siècle, sont ici au centre de l'attention de l'écrivain.

## Éditions françaises
- 1952 : La Classe volante, traduit par Marie Lahy-Hollebecque, Paris, éditions Magnard, collection « Bibliothèque Azur », 192 p. [1]
- 1999 : La Classe volante, traduit par François Mathieu, illustré par Mette Ivers, éditions Hachette Jeunesse, collection : « Le Livre de poche Jeunesse » no 700, 249 p. ,  (ISBN 2-01-321744-7). Rééditions : 2003, Le Livre de poche Jeunesse no 700, collection : « Histoires de vies », 244 p. ,  (ISBN 2013221096) — Cf. La Classe volante sur Google Livres
- 2010 : La Classe volante, traduit par François Mathieu, illustré par Mette Ivers, éd. Hachette Jeunesse, collection : « Le Livre de poche Jeunesse » no 700,  (ISBN 978-2-01-322863-3) — Cf. La Classe volante

## Adaptations au cinéma
- 1954 : La Classe volante (Das fliegende Klassenzimmer), film allemand de Kurt Hoffmann

- 1973 : Das fliegende Klassenzimmer, film allemand de Werner Jacobs[2]

- 2003 : La Classe volante, film allemand de Tomy Wigand (de)[3] (version modernisée)